# محوطه شهر خضرک
محوطه شهر خضرک مربوط به دوران‌های تاریخی پس از اسلام است و در شهرستان ممسنی، بخش مصیری، شمال شرقی مصیری واقع شده و این اثر در تاریخ ۱۲ بهمن ۱۳۸۱ با شمارهٔ ثبت ۷۲۱۸ به‌عنوان یکی از آثار ملی ایران به ثبت رسیده است.